# 新横浜元石川線

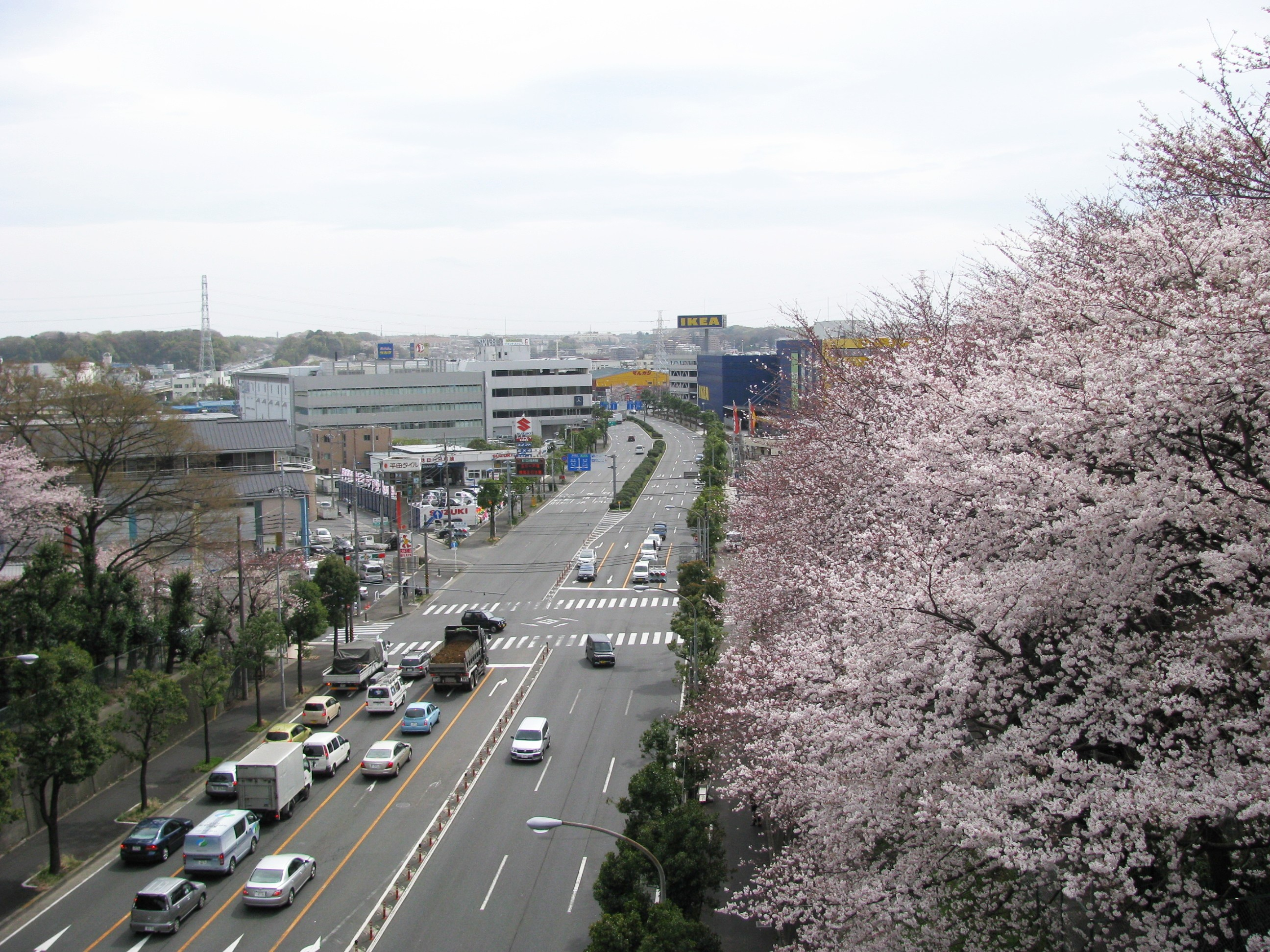
市道新横浜元石川線
横浜市都筑区折本町付近（2011年4月8日）

新横浜元石川線（しんよこはまもといしかわせん）は、神奈川県横浜市港北区から港北ニュータウンを経て横浜市青葉区に至る都市計画道路。都市計画法に基づく正式な名称は「横浜国際港都建設計画道路3・2・3号新横浜元石川線」である。

## 概要
第三京浜道路港北ICの接続道路となっており、平成17年度全国道路・街路交通情勢調査（道路交通センサス）の調査結果によれば、平日24時間交通量が平均で4万台を越える。全線が横浜市道として整備が進められており、2001年（平成13年）にはワールドカップ大橋の一部分が開通したが、起点付近の一部区間は未開通である。

## 路線データ
- 総延長：14.5km（現開通区間は13km）
- 起点：横浜市港北区篠原町（神奈川県道12号横浜上麻生線交点、篠原池交差点付近）
- 終点：横浜市青葉区美しが丘二丁目（川崎市界）

## 歴史

### 年表
- 1957年12月17日 -「建設省告示第1653号」で当初の計画決定
- 1971年8月17日 -「神奈川県告示第745号」で事業認可
- 1972年3月10日 -「神奈川県告示第222号」で計画変更
- 1983年6月4日 - 新横浜(横浜労災病院北側交差点) - 国道246号(江田駅東交差点)の供用開始[2]
- 2011年3月15日 - 「横浜市告示第83号」で計画変更

## 通過地

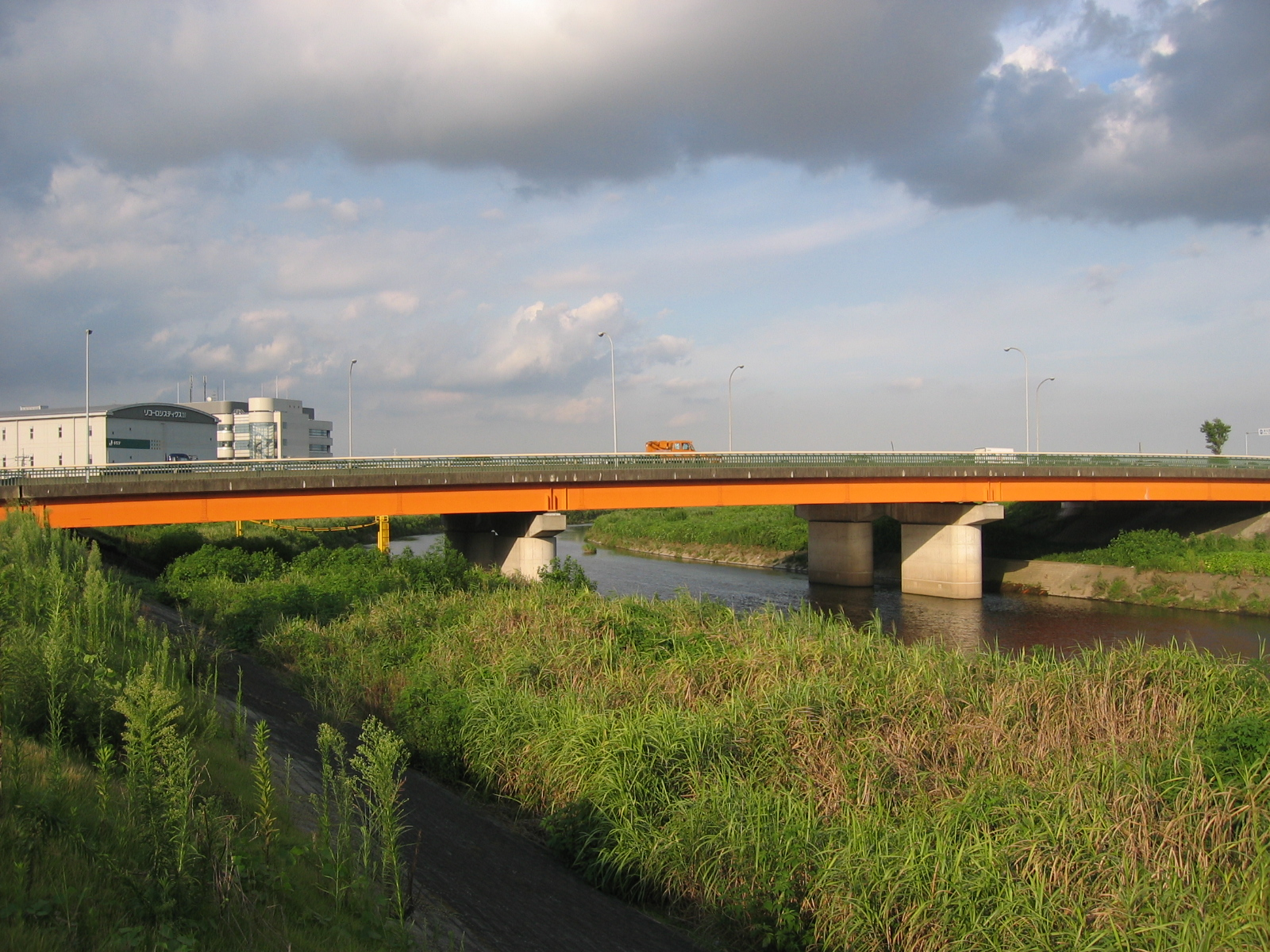
小机大橋（2006年8月21日）

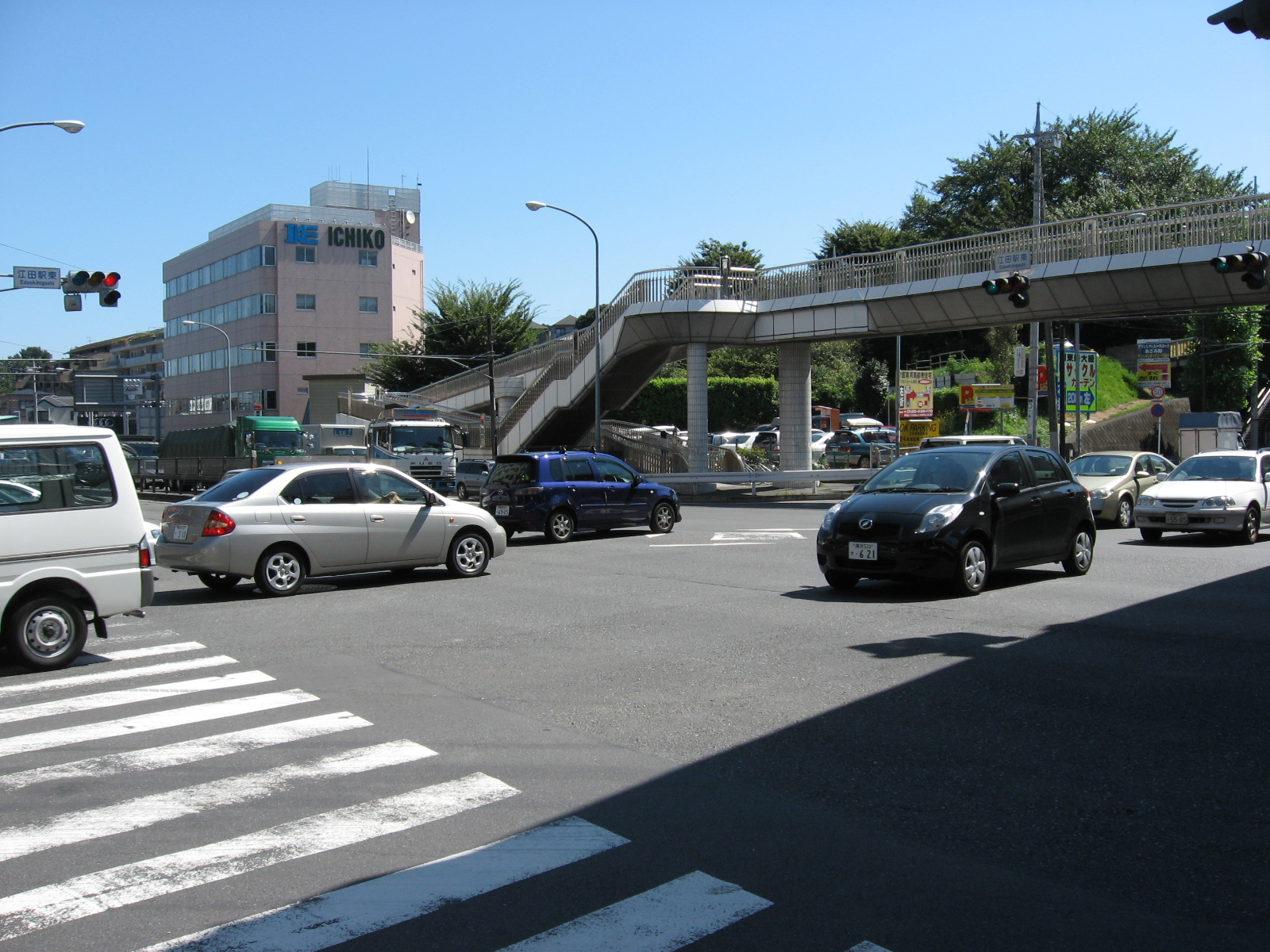
国道246号との江田駅東交差点
横浜市青葉区荏田町付近（2006年9月20日）

括弧内はまだ開通していない部分。
- 港北区
  - （篠原町）（起点）
  - （篠原北）
  - （大豆戸町）
  - 新横浜
  - 鳥山町
  - 小机町
- 都筑区
  - 川向町
  - 折本町
  - 大熊町
  - 仲町台
  - 桜並木
  - 茅ヶ崎南
  - 長坂
  - 平台
  - 葛が谷
  - 荏田東
  - 荏田南
- 青葉区
  - 荏田西
  - 荏田町
  - 荏田北
  - あざみ野南
  - あざみ野
  - 新石川
  - 美しが丘（終点）

## 接続路線
- 神奈川県道12号横浜上麻生線 （起点）
- 環状2号線 新横浜歩道橋交差点
- 都市計画道路宮内新横浜線 横浜労災病院北側交差点
- 神奈川県道13号横浜生田線 亀甲橋南側交差点-多目的遊水池交差点まで重複
- E83 第三京浜道路（国道466号） 港北IC
- 神奈川県道・東京都道140号川崎町田線 第三京浜入口交差点
- 神奈川県道45号丸子中山茅ヶ崎線（中原街道） 向原交差点 - 大塚原交差点において重複
- 都市計画道路佐江戸北山田線（歴博通り） 平台交差点
- 都市計画道路中山北山田線（区役所通り） 葛ヶ谷公園西交差点
- 国道246号 江田駅東交差点
- E1 東名高速道路 立体交差
- 神奈川県道13号横浜生田線 西勝寺西側交差点
- 川崎市道向ヶ丘遊園駅菅生線へ続く （川崎市境・終点）